# Násiríja
Násiríja (arabsky: الناصرية‎; An Nāşirīyah) je město v Iráku a hlavní město guvernorátu Dhíkár. Leží na březích řeky Eufrat, asi 370 kilometrů jihovýchodně od Bagdádu. Poblíž se nacházejí ruiny starověkých měst Ur a Larsa. V roce 2012 zde podle odhadu žilo 860 200 obyvatel.

Město bylo založeno kmenem Muntafiq v roce 1872, tedy během osmanské éry. Od té doby se stalo velkým dopravním uzlem. Násiríja je centrum pro pěstování datlí. Jsou tu však i průmyslové firmy na zpracování stříbra či výrobu lodí.

## Galerie

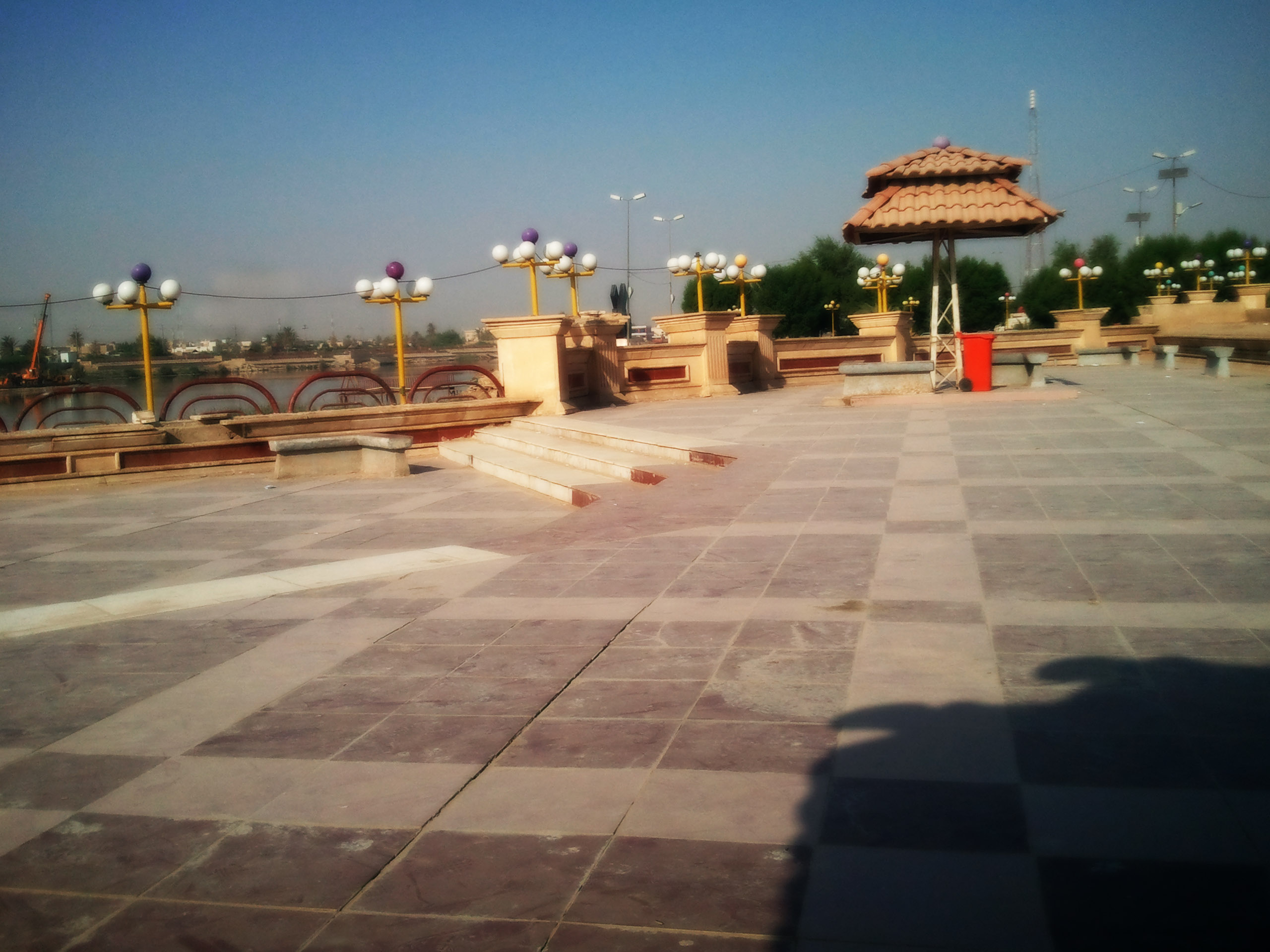
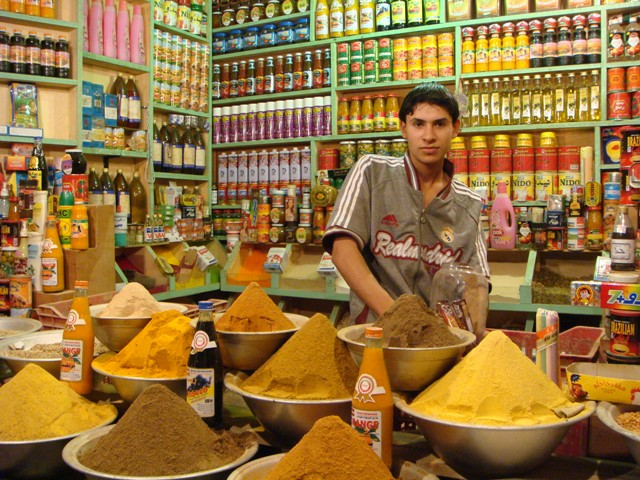
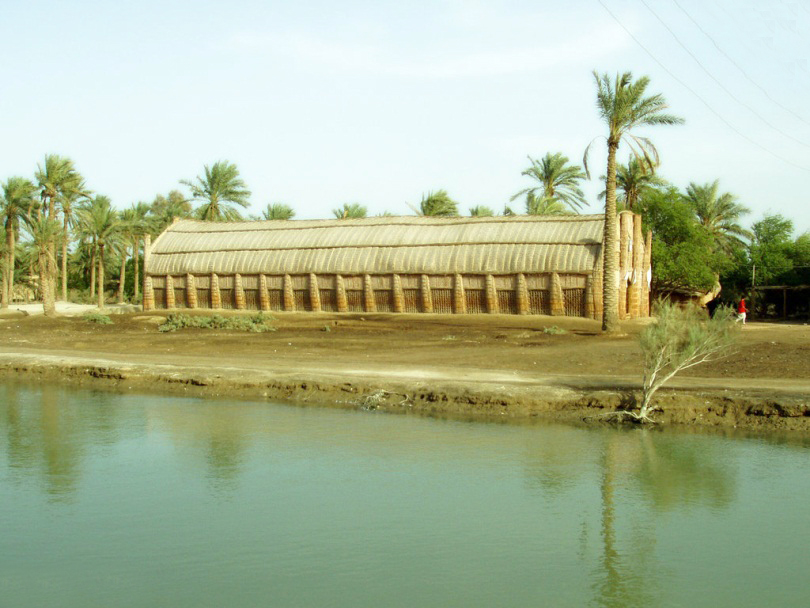
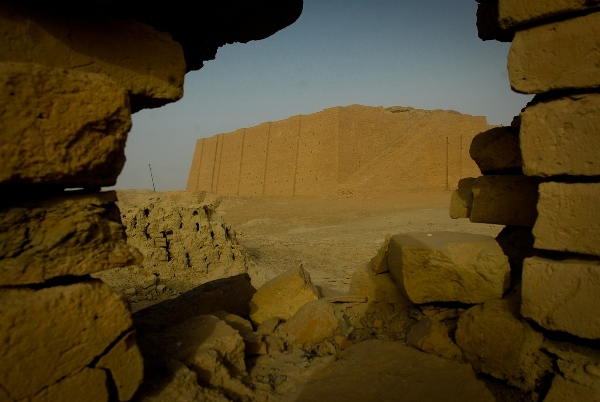